# Bolchevik-léniniste
Le mot bolchevik-léniniste est utilisé :
- par les tendances bolcheviques oppositionnelles à Staline, pour caractériser les communistes qui se présentent comme fidèles à la doctrine de Lénine. La qualité de bolchevik-léniniste est revendiquée tout d'abord par l'Opposition de gauche, puis plus largement par le courant trotskiste.
- pour caractériser un groupe communiste espagnol, issu du POUM, et affilié à l'Internationale de Léon Trotsky en voie de constitution. Il prendra une position hostile au Front populaire, et participera aux journées insurrectionnelles de Barcelone, en mai 1937, au côté des anarchistes des Amis de Durruti, et de la base de la CNT. Son dirigeant, Munis, évoluera vers des positions « ultra-gauches » et antisyndicales, et quittera la IVe Internationale après la Seconde Guerre mondiale, avec Natalia Sedova, la veuve de Trotsky.